# 添馬艦 (P233)
添馬艦（HMS Tamar）是英国皇家海军第二批河級巡邏艦。該艦名稱來自於英格兰的塔馬河，也是英國皇家海军第七艘以塔馬河命名的舰艇。
2021年9月起，該艦將常態部署在印度洋-太平洋海域5至10年。